# Heptachlor
Heptachlor (systematický název 1,4,5,6,7,8,8-heptachlor-3a,4,7,7a-tetrahydro-4,7-methan-1H-inden) je organochlorid v  minulosti používaný v zemědělství i v domácnostech jako insekticid k hubení mravenců, termitů, červů atd. Používal se i proti mravencům v při podzemním vedení elektrických kabelů nebo v okolí transformátorů. Byl také příměsí insekticidu chlordanu.

## Chemické vlastnosti
Čistý heptachlor je bílá krystalická látka se slabým kafrovým zápachem, technický je žlutohnědý s voskovitou konzistencí. Teplota varu heptachloru se pohybuje mezi 135 až 145 °C, teplota tání kolísá mezi 95 až 96 °C. Heptachlor je téměř nerozpustný ve vodě (0,056 mg/l), ale dobře v organických rozpouštědlech.

## Ekologická rizika
V prostředí se transformuje působením mikroorganismů na heptachlorepoxid, který je perzistentní a toxický, kumuluje se v tukových tkáních Zvláště toxický je pro ryby, fytoplankton, včely či některé druhy ptáků. Nejohroženější jsou vzhledem ke schopnosti bioakumulace organismy na vrcholu potravních pyramid, včetně člověka.

## Zdravotní rizika
Člověk může být vystaven heptachloru orálně (v potravě), inhalačně i kontaktem s kůží. Hlavním produktem metabolismu je heptachlorepoxid, jež se kumuluje v tukových tkáních, játrech a ledvinách. Chronické vystavení heptachloru vyvolává podrážděnost, zvýšené slinění, ztráty paměti, zhoršení koncentrace, závratě, křeče, může poškozovat játra a imunitní systém. Podle klasifikace americké vládní agentury pro životní prostředí (US EPA) je heptachlor pravděpodobný lidský karcinogen, který může způsobit rakovinu jater, nervových buněk a krve (leukemie).
Mezinárodně je regulován Stockholmskou úmluvou.